# スランツィ
座標: 北緯59度07分 東経28度05分 / 北緯59.117度 東経28.083度

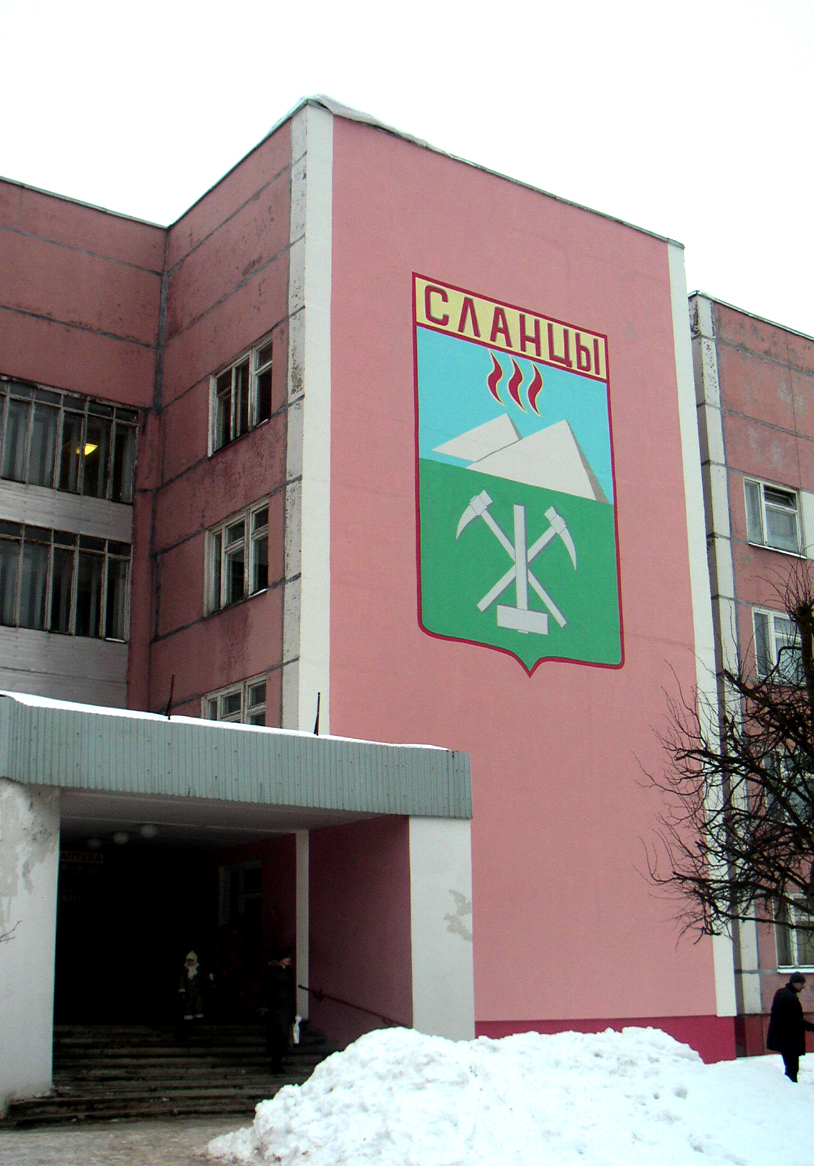
壁面に描かれたスランツィの市章

スランツィ（Сланцы、Slantsy）は、ロシア・レニングラード州の町。人口は3万4628人（2021年）。サンクトペテルブルクから192km西に位置する。

## 歴史
この街の建設計画は1930年にセルゲイ・キーロフによって提唱され、1932年に建設が開始された。町のメインストリートはキーロフにちなんで名づけられた。1949年には町に昇格した。
スランツィはロシア語でオイルシェールを意味する。その名の通り、この町はオイルシェールの採掘が主産業となってきた。19世紀にはこの近辺で掘られた燃料によってサンクトペテルブルクの通りが照らされていた。鉱山は、現在近隣のエストニアとの意見の相違によって閉鎖されたままとなっている。この閉鎖は、この地方に大規模な失業をもたらした。さらに、閉鎖された鉱山はこの地方の生態系と水の供給に深刻な影響をもたらしている。